# Залесе (Луківський повіт)
Залесе (пол. Zalesie) — село в Польщі, у гміні Луків Луківського повіту Люблінського воєводства.
Населення — 959 осіб (2011).
У 1975—1998 роках село належало до Седлецького воєводства.

## Демографія
Демографічна структура станом на 31 березня 2011 року:
|          | Загалом | Допрацездатний вік | Працездатний вік | Постпрацездатний вік |
| -------- | ------- | ------------------ | ---------------- | -------------------- |
| Чоловіки | 493     | 135                | 309              | 49                   |
| Жінки    | 466     | 126                | 266              | 74                   |
| Разом    | 959     | 261                | 575              | 123                  |